# Космос-2220
Космос-2220 је један од преко 2400 совјетских вјештачких сателита лансираних у оквиру програма Космос.
Космос-2220 је лансиран са космодрома Плесецк, Русија, 20. новембра 1992. Ракета-носач Сојуз је поставила сателит у орбиту око планете Земље. Маса сателита при лансирању је износила 6600 килограма. Космос-2220 је био осматрачки сателит.